# Carmen Hermosillo
Carmen Hermosillo (Califòrnia, 1940 - Santa Cruz, 10 d'agost de 2008), també coneguda com humdog, va ser una community manager, assagista i poeta estatunidenca. Va ser col·laboradora de les revistes 2GQ, Wired i Leonardo. També va participar en comunitats en línia, xats primerencs i fòrums d'internet com The WELL, BBS i fenòmens posteriors com Second Life.
El 1994, va publicar en línia un assaig àmpliament influent, Pandora's Vox: On Community in Cyberspace, en el qual argumentava que el resultat de les xarxes informàtiques no havia provocat una reducció de la jerarquia, sinó una mercantilització de la personalitat i una complexa transferència de poder i informació a les empreses. De forma visionària, va deixar dibuixat el panorama: un possible sistema de relacions neofeudals entre els usuaris i les empreses de tecnologia de la informació.

## Obra publicada
- Pandora's Vox: On Community in Cyberspace (1994)
- Veni Redemptor: The Metallic Masks of God (1997)
- The History of the Board Ho (2004)
- A rant: Sex in Gaming (2005)
- Confessions of a Gorean Slave (2006)
- Roleplay and the Social Contract in Virtual Worlds (inacabat)